# Сан-Джованні-ді-Джераче
Сан-Джованні-ді-Джераче (італ. San Giovanni di Gerace, сиц. San Giovanni di Jeraci) — муніципалітет в Італії, у регіоні Калабрія,  метрополійне місто Реджо-Калабрія‎.
Сан-Джованні-ді-Джераче розташований на відстані близько 510 км на південний схід від Рима, 70 км на південний захід від Катандзаро, 65 км на північний схід від Реджо-Калабрії.
Населення — 496 осіб (2014).

## Демографія
Населення за роками:

Станом на 1 січня 2023 року в муніципалітеті офіційно проживали 2 іноземці з 2 країн, серед них 1 громадянин країн Євросоюзу.

## Сусідні муніципалітети
- Гроттерія
- Мартоне